# Carlos Medina
Carlos Medina (* 17. Juni 1965) ist ein ehemaliger andorranischer Fußballspieler.
Medinas bekannte Stationen im Vereinsfußball waren in der Saison 1996/97 und 2003/04 beim andorranischen Klub UE Sant Julià. 1996 kam er am 13. November im ersten offiziellen Länderspiel Andorras zu seinem Einsatz. Er wurde dabei in der 10. Minute eingewechselt und zur Halbzeit wieder ausgewechselt. Weitere Berufungen folgten nicht mehr.